# Vertig Tímea
Vertig Tímea (Salgótarján, 1971. július 21. –) magyar színésznő.

## Életpályája
Salgótarjánban született. Édesapja: Vertig József labdarúgó, testvére Vertig József, a Griff együttes fiatalon elhunyt énekese. Miskolcon a Herman Ottó Gimnáziumban érettségizett. 1989 és 1993 között a Színház- és Filmművészeti Főiskola hallgatója. Osztályvezető tanárai: Kazán István és Versényi Ida illetve Szinetár Miklós. 1989-től 1997-ig játszott zenés és prózai szerepeket többek között a Madách Színház, Pécsi Nemzeti Színház, József Attila Színház társulatában is. Szabadfoglalkozású színművésznő, 2007-től a Karinthy Színházban is szerepel. A magánéletben Sipos András színész, zenész volt a társa, akivel közösen is zenéltek. Zenés színészként afrikai, arab és latin ütős hangszereken játszik. Rendezéssel, jelmeztervezéssel is foglalkozik.

## Fontosabb színházi szerepei
- William Shakespeare: Téli rege... Mopsa, pásztorleány
- Mészöly Gábor - Zemlényi Zoltán: Hoppárézimi... McDonald's lány
- John Van Druten - Joe Masteroff - John Kander - Fred Ebb: Cabaret... Fräulein Lulu
- Jean Poiret: Őrült nők ketrece... Simone (Georges volt felesége)
- Molnár Ferenc: A Pál utcai fiúk... Csónakos (József Attila Színház)
- Molnár Ferenc: Liliom... Hollunderné
- Csiky Gergely: A nagymama... szereplő
- Marcel Achard: Dominó... Fernande (szobalány)
- Renèe Taylor - Joseph Bologna: A Bermuda Háromszög botrány... Rita  (Fregoli Színház)
- Jane Austen: Büszkeség és balítélet... Miss Bingley (Miss Ann de Bourgh)
- Molière: Tudós nők... Marie (szakácsnő)
- Stanisław Ignacy Witkiewicz: Az anya... Beer Lucyna (Komédium)
- Szigligeti Ede: Liliomfi... Szolgáló Kányainál
- Dés László – Nemes István – Koltai Róbert – Nógrádi Gábor: Sose halunk meg... Ancika (kosaras a piacon); Nő az utcán
- Moldova György: Te furcsa katona!... Tökmorzsoló Teri pártszolgálatos
- Agatha Christie: A vád tanúja... A másik nő
- Maszmók Afrikában... Kokoró, a kis krokodil (Piccaro Társulat)
- Maszmók a tengerentúlon... Táncoló tűzmadár (Piccaro Társulat)
- Pozsgai Zsolt: A kolonc... Helga Bartmann
- Nóti Károly: Süt a Hold... szereplő
- Karinthy Ferenc: Nők... Huszárné
- Deák Tamás: Maszmók a tengerentúlon... Táncoló Tűzmadár (Szabad Ötletek Színháza)
- Csathó Kálmán - Deres Péter: Te csak pipálj, Ladányi!... Zsuzsi (szobalány)
- Dunai Ferenc: A nadrág... Soltészné

## Rendezéseiből
- Maszmók Afrikában (+ jelmezterv, díszletterv)
- Maszmók a tengerentúlon (+ jelmezterv)

## Filmek, tv
- Kisváros (sorozat) (2000)...Pásztor Sára
- Tűzvonalban (sorozat) (2009)...Kati / Szomszéd
- Cseppben az élet (2019) ...Pozsgay titkárnője

## Szinkronszerepek

### Filmes szinkronszerepei[1][2]
| Cím   | A film elkészülte | Magyar változat (szinkron) | Szerep        | A szinkronizált színész |
| ----- | ----------------- | -------------------------- | ------------- | ----------------------- |
| Annie | 2014              | 2014                       | Annie „anyja” | Tracie Thoms            |

### Filmsorozatbeli szinkronszerepei
| Cím                          | A film elkészülte | Magyar változat (szinkron)       | Szerep         | A szinkronizált színész |
| ---------------------------- | ----------------- | -------------------------------- | -------------- | ----------------------- |
| Columbo: A türelmetlen hölgy | 1971              | 1993. augusztus 9. (2. szinkron) |                |                         |
| Columbo: Gyönyörű gyilkos    | 1973              | (2. szinkron)                    | Shirley Blaine | Sian Barbara Allen      |